# 伊豆中央道入口交差点
伊豆中央道入口交差点（いずちゅうおうどういりぐちこうさてん）は、静岡県田方郡函南町塚本にある伊豆中央道（国道136号バイパス道路）の交差点である。信号機撤去に伴い交差点名標識も撤去されたため、それを反映した地図上から当交差点名は削除されている。

## 概要
1985年3月30日の伊豆中央道の開通に伴い設置された、函南町道塚本肥田線との交差点である。名称の通り、当交差点が伊豆中央道の入口とされている。当交差点と日守大橋との間に函南町道との交差点がいくつか存在するが、函南町道67号線のみ平面交差（十字路）、それ以外の道路とは丁字路で接続し、いずれの交差点も信号機は存在しない。なお、伊豆中央道の有料道路区間の起点（終点）は日守大橋の途中に存在するため、函南町道67号線との交差点と江間交差点の間が事実上の有料区間とされる。
設置当初は町道塚本肥田線から伊豆中央道へは左折のみ可となっていたが、信号交差点になってからは右折も可能となった。2014年2月11日の伊豆縦貫自動車道（東駿河湾環状道路）函南塚本ICの供用開始による交通量増加への対策として、当交差点の信号機撤去が行われることになり、2014年1月29日に撤去された。また、平面交差の解消を伴う交差点改良も行われ、伊豆中央道から町道塚本肥田線への右折車線、町道塚本肥田線から伊豆中央道への右折車線が撤去されるため、塚本新橋交差点の設置と改良も同時に行われた。
塚本新橋交差点に信号機が設置されて信号交差点になるとともに、伊豆中央道から塚本新橋交差点に繋がるオンランプが新設されて、静岡県道138号御園伊豆仁田停車場線と直接接続するようになった（それまでは町道塚本肥田線を経由した間接接続）。また、塚本新橋から伊豆中央道方面へ右折できるようにオフランプの取り付け部も改良されている。

## 歴史
- 1985年3月30日：大場川南交差点 - 長岡北IC間約4.8km開通に伴い設置
- 2014年1月29日：信号機を撤去。平面交差を解消[3]

## 接続する道路
- 函南町道塚本肥田線（静岡県道138号御園伊豆仁田停車場線とは塚本交差点で接続）

## 周辺
- 道の駅伊豆ゲートウェイ函南・川の駅伊豆ゲートウェイ函南
- かねふくめんたいパーク伊豆
- 伊豆わさびミュージアム

## 隣
伊豆中央道
大場川南交差点 - 函南塚本IC - 伊豆中央道入口交差点 - （平面交差あり） - 江間料金所 - 江間交差点（三島方面出入口） - 江間IC（下田方面出入口）

## 参考資料
- 静岡県GIS 道路台帳図
  - 静岡県一般国道136号道路台帳（路線番号136、ブロック番号62） 道路幅員図2、道路幅員図3、道路現況平面図1